# Catarman (Camiguin)
Catarman is een gemeente in de Filipijnse provincie Camiguin. Bij de laatste census in 2007 had de gemeente ruim 16 duizend inwoners.

## Geografie

### Bestuurlijke indeling
Catarman is politiek onderverdeeld in de volgende 14 barangays:
| - Alga - Bonbon - Bura - Catibac - Compol - Lawigan - Liloan | - Looc - Mainit - Manduao - Panghiawan - Poblacion - Santo Niño - Tangaro |

## Demografie
Catarman had bij de census van 2007 een inwoneraantal van 16.060 mensen. Dit zijn 674 mensen (4,4%) meer dan bij de vorige census van 2000. De gemiddelde jaarlijkse groei komt daarmee uit op 0,59%, hetgeen lager is dan het landelijk jaarlijks gemiddelde over deze periode (2,04%). Vergeleken met de census van 1995 is het aantal mensen met 1.304 (8,8%) toegenomen.

De bevolkingsdichtheid van Catarman was ten tijde van de laatste census, met 16.060 inwoners op 53,75 km², 298,8 mensen per km².